# Toxomerus boscii
Toxomerus boscii là một loài ruồi trong họ Ruồi giả ong (Syrphidae). Loài này được Macquart mô tả khoa học đầu tiên năm 1842. Toxomerus boscii phân bố ở miền Tân bắc